# Alía
Alía ist ein Ort und eine Gemeinde (municipio) mit 746 Einwohnern (Stand: 2024) in der Provinz Cáceres in der Autonomen Region Extremadura in Spanien. Die Gemeinde besteht neben dem Hauptort Alía aus den Ortschaften Guadisa, La Calera, Pantana de Cijara und Puerto del Rey.

## Lage und Klima
Alía liegt in einer Höhe von ca. 580 m. Im Südosten der Gemeinde fließt der Guadiana mit. Die Provinzhauptstadt Cáceres liegt gut 140 km (Fahrtstrecke) westlich.

## Bevölkerungsentwicklung
| Jahr      | 1970 | 1981 | 1991 | 2001 | 2011 | 2021 |
| Einwohner | 2869 | 2070 | 1696 | 1368 | 1028 | 783  |

Der deutliche Bevölkerungsrückgang seit den 1950er Jahren ist im Wesentlichen auf die Mechanisierung der Landwirtschaft sowie die Aufgabe bäuerlicher Kleinbetriebe („Höfesterben“) und den damit einhergehenden Verlust von Arbeitsplätzen zurückzuführen.

## Sehenswürdigkeiten
- Katharinenkirche
- Marienkapelle
- Isidorkapelle
- Rathaus

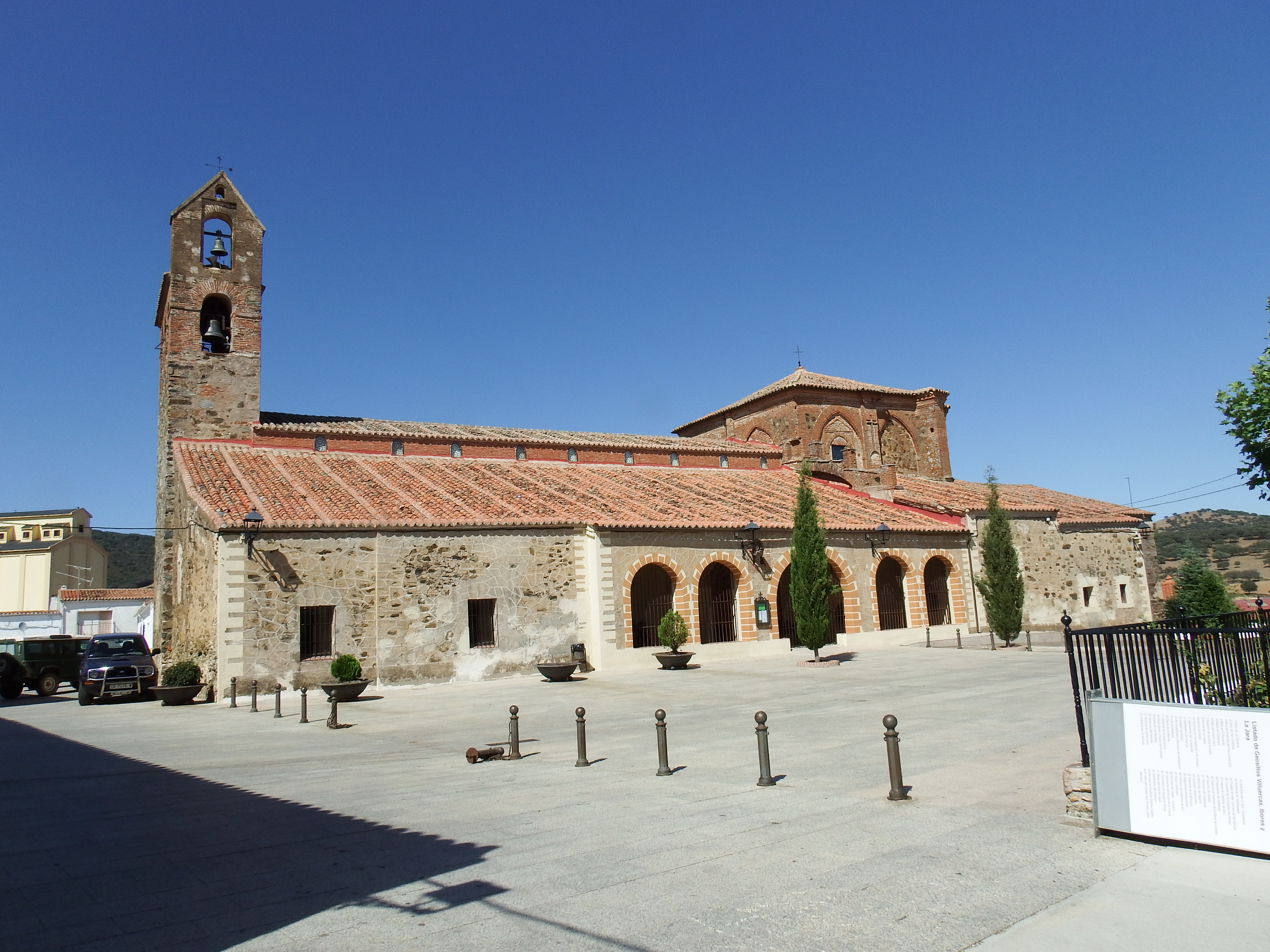
Katherinenkirche
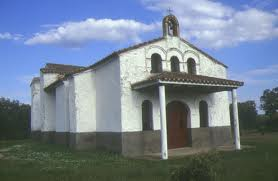
Marienkapelle
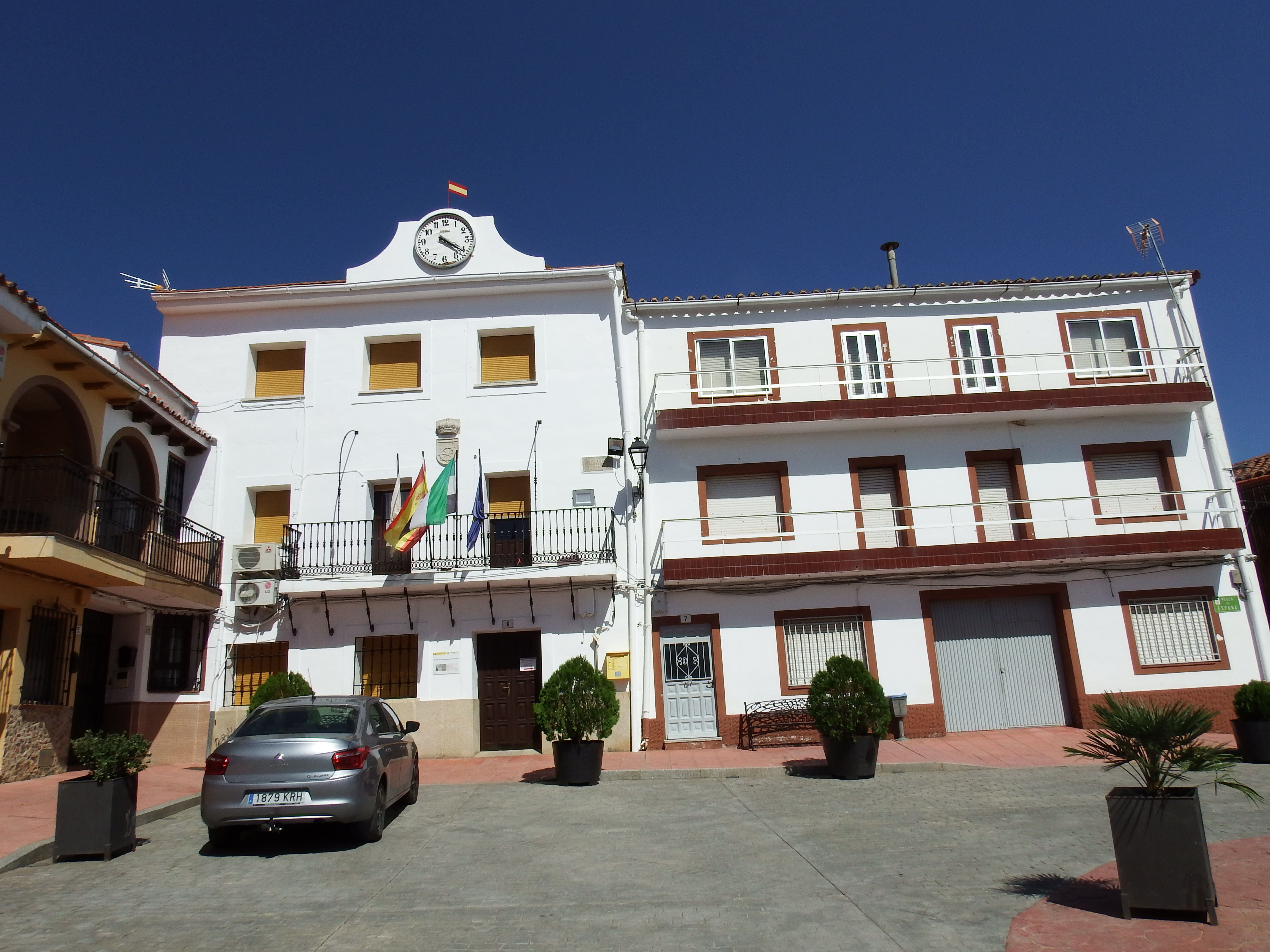
Rathaus